# Broad Law
Broad Law är ett berg i Storbritannien.   Det ligger i kommunen Scottish Borders och riksdelen Skottland, i den centrala delen av landet, 500 km norr om huvudstaden London. Toppen på Broad Law är 840 meter över havet.
Terrängen runt Broad Law är huvudsakligen lite kuperad. Broad Law är den högsta punkten i trakten. Runt Broad Law är det mycket glesbefolkat, med 7 invånare per kvadratkilometer. Närmaste större samhälle är Peebles, 18,7 km norr om Broad Law. Trakten runt Broad Law består i huvudsak av gräsmarker.